# Miss Aquitaine
Miss Aquitaine est un concours de beauté annuel concernant les jeunes femmes des cinq départements de l'ancienne Aquitaine (aujourd'hui en Nouvelle-Aquitaine). Il est qualificatif pour l'élection de Miss France, retransmise sur la chaîne TF1, en décembre, chaque année.
7 Miss Aquitaine ont été couronnées Miss France :
- Agnès Souret, Miss France 1920 ;
- Josiane Pouy, Miss France 1952 (élue sous le titre de Miss Côte d'Argent) ;
- Monique Boucher, Miss France 1966 (élue sous le titre de Miss Charente) ;
- Frédérique Leroy, Miss France 1983 (élue sous le titre de Miss Bordeaux) ;
- Peggy Zlotkowski, Miss France 1989 ;
- Gaëlle Voiry, Miss France 1990 ;
- Mélody Vilbert, Miss France 1995.

L'Aquitaine est donc la quatrième région ayant remporté le plus de fois le concours Miss France (à égalité avec l'Alsace, la Normandie et la Bretagne).

## Histoire
Une Miss Côte Basque participait à Miss France en 1988, 1991, 1992 et 1998.

En 1996 a été élue la seule Miss Béarn participant à Miss France.

En 2004 et en 2005, Miss Aquitaine est remplacée par Miss Aquitaine-Guyenne et Miss Bigorre-Béarn.

En 2009, il y a eu une élection de Miss Béarn-Gascogne.
En 2010, à la suite du départ de Geneviève de Fontenay, une nouvelle organisation Miss Aquitaine est formée.

## Élections locales qualificatives
- Miss Côte Basque ;
- Miss Bassin d'Arcachon ;
- Miss Biganos-Porte du Bassin ;
- Miss Bordeaux ;
- Miss Landes-Béarn ;
- Miss Lot-et-Garonne ;
- Miss Médoc ;
- Miss Pays des Bastides ;
- Miss Périgord.

## Résultats finaux par année
Miss Aquitaine 2024 
| Résultats           | Candidates                                                    | Classement à Miss France ou autre élection |
| ------------------- | ------------------------------------------------------------- | ------------------------------------------ |
| Miss Aquitaine 2024 | - Miss Biganos-Porte du Bassin 2024 - Laura-Marie Marque      | 6ème dauphine de Miss France 2025          |
| 1re dauphine        | - 1ère Dauphine Miss Bassin d'Arcachon 2024 — Avril Argentine |                                            |
| 2e dauphine         | - Miss Médoc 2024 — Eve Duprat                                |                                            |
| 3e dauphine         | - Miss Bassin d'Arcachon 2024 — Darina Laurent                |                                            |
| 4e dauphine         | - Miss Lot-et-Garonne 2024 — Julie Vicente                    |                                            |

Miss Aquitaine 2023 
| Résultats           | Candidates                                            | Classement à Miss France ou autre élection                                    |
| ------------------- | ----------------------------------------------------- | ----------------------------------------------------------------------------- |
| Miss Aquitaine 2023 | - Miss Périgord 2023 - Lola Turpin                    | Non classée à Miss France 2024, Prix de la Camaraderie et Prix de l'Eloquence |
| 1re dauphine        | - Miss Bordeaux 2023 — Annaëlle Jonot                 |                                                                               |
| 2e dauphine         | - Miss Lot-et-Garonne 2023 — Zoé Ennie                |                                                                               |
| 3e dauphine         | - Miss Landes-Béarn 2023 — Margaux Darracq            |                                                                               |
| 4e dauphine         | - 1ère Dauphine Miss Biganos 2023 — Océane Pourtuguez |                                                                               |

Miss Aquitaine 2022
| Résultats           | Candidates                                    | Classement à Miss France ou autre élection |
| ------------------- | --------------------------------------------- | ------------------------------------------ |
| Miss Aquitaine 2022 | - Miss Bordeaux 2022 - Orianne Galvez-Soto    | Top 15 (15ème) Miss France 2023            |
| 1re dauphine        | - Miss Bassin d'Arcachon 2022 — Léa Labrousse |                                            |
| 2e dauphine         | - Miss Landes-Béarn 2022 — Mary Dussarat      |                                            |
| 3e dauphine         | - Miss Médoc 2022 — Rosalie Legroux           |                                            |
| 4e dauphine         | - Miss Périgord 2022 — Eve Alexeline          |                                            |

Miss Aquitaine 2021
| Résultats           | Candidates                                                | Classement à Miss France ou autre élection |
| ------------------- | --------------------------------------------------------- | ------------------------------------------ |
| Miss Aquitaine 2021 | - Miss Bordeaux 2021 - Ambre Andrieu                      | 5ème dauphine de Miss France 2022          |
| 1re dauphine        | - Miss Biganos 2021 — Lucie Gallineau                     |                                            |
| 2e dauphine         | - Miss Landes-Béarn 2021 — Jennifer Darracq               |                                            |
| 3e dauphine         | - Miss Périgord 2021 — Léa Rodrigues                      |                                            |
| 4e dauphine         | - 1ère Dauphine Miss Landes-Béarn 2021 — Juliette Scipion |                                            |

Miss Aquitaine 2020
| Résultats           | Candidates                                         | Classement à Miss France ou autre élection                    |
| ------------------- | -------------------------------------------------- | ------------------------------------------------------------- |
| Miss Aquitaine 2020 | - Miss Périgord 2020 - Leïla Veslard               | Top 15 Miss France 2021                                       |
| 1re dauphine        | - Miss Périgord 2017 — Orianne Galvez-Soto         | Miss Aquitaine 2022, Top 15 Miss France 2023                  |
| 2e dauphine         | - Miss Biganos-Porte du Bassin 2017 — Salomé Dumas |                                                               |
| 3e dauphine         | - Miss Bordeaux 2019 — Alexia Riquet               |                                                               |
| 4e dauphine         | - Biganos-Porte du Bassin 2020 — Élodie Sirulnick  | Miss Grand France 2021, Top 20 Miss Grand Internationnal 2021 |

## Synthèse des résultats
Note : Toutes les données ne sont pas encore connues.
- Miss France: Agnès Souret (1919); Jeanne Juilla (1930; Miss Gascogne); Josiane Pouy (1951; Miss Côte d'Argent); Frédérique Leroy (1982; Miss Bordeaux; à la suite de la destitution d'Isabelle Turpault) ; Peggy Zlotkowski (1988); Gaëlle Voiry (1989); Mélody Vilbert (1994)
- 1re dauphine: Christine Schmidt (1972; Miss Arcachon); Martine Calzavara (1974; Miss Gascogne)
- 2e dauphine: Marie-Thérèse Thiel (1970; Miss Gascogne); Christine Schmidt (1971; Miss Arcachon); Martine Calzavara (1973; Miss Lot-et-Garonne); Bénédicte Delmas (1991; Miss Côte Basque)
- 3e dauphine: Colette Dezanet (1952; Miss Côte d'Argent); Sylvie Tardy (1989; Miss Périgord); Malaurie Eugénie (2014)
- 4e dauphine: Pierrette Descrambes (1960; Miss Guyenne); Thérèse Trady (1961); Josiane Klaasen (1965; Miss Bordeaux); Chantal Braham (1977; Miss Médoc); Maylis Ondicola (1996); Élodie Pleumeckers (2002); Lyse Ruchat (2006)
- 5e dauphine: Céline Reiter (2001); Gennifer Demey (2015); Cassandra Jullia (2017); Ambre Andrieu (2021)
- 6e dauphine: Christiane Campello (1970); Anne-Sophie Vigno (1996; Miss Béarn); Laura Marque (2024)
- Top 12/Top 15: Nathalie Eyogo (1986); Emmanuelle Mérinot (1990); Renée-Noëlle Chassagne (1992; Miss Périgord); Axelle Bonnemaison (2016); Carla Bonesso (2018); Justine Delmas (2019); Leïla Veslard (2020); Orianne Galvez-Soto (2022)

## Les Miss
Note : Toutes les données ne sont pas encore connues.
| Année | Dénomination              | Nom                           | Âge    | Taille | Résidence                   | Classement local/régional | Classement Miss France                                                                                      | Autres |
| ----- | ------------------------- | ----------------------------- | ------ | ------ | --------------------------- | --- | --- | --- |
| 1919  |                           | Agnès Souret                  | 17 ans |        | Espelette                   | | Miss France 1920                                                                                            | 1re Miss France de l'Histoire, originaire d'Espelette, appelée alors La plus belle femme de France                            |
| 1951  | Miss Côte d'Argent        | Josiane Pouy                  | 18 ans |        | Nérac                       | | Miss France 1952                                                                                            | |
| 1951  | Miss Bordeaux             | Huguette Aillaud              | 21 ans | 1,67 m | Bordeaux                    | | | |
| 1952  | Miss Agen                 | Jacqueline Kosiel             |        |        |                             | | | |
| 1952  | Miss Côte d'Argent        | Colette Dezanet               |        |        |                             | | 3e dauphine ex aequo de Miss France 1953                                                                    | |
| 1954  | Miss Hendaye              | Jacqueline Nadal              |        |        |                             | | | |
| 1954  | Miss Saint-Jean-de-Luz    | Arlette Agopian               |        |        |                             | | | |
| 1959  | Miss Biarritz             | Jeanine Braus                 |        |        |                             | | 4e dauphine de Miss France 1960                                                                             | |
| 1959  | Miss Côte d'Argent        | France Barets                 |        |        |                             | | | élue par un comité concurrent de celui qui élira Brigitte Barazer de Lannurien comme Miss France 1960.                        |
| 1960  | Miss Guyenne              | Pierrette Descrambes          | 21 ans | 1.72   |                             | | 4ème dauphine Miss France 1961                                                                              | Miss Elégance |
| 1961  | Miss Aquitaine            | Thérèse Trady                 |        |        |                             | | 4e dauphine de Miss France 1962                                                                             | |
| 1962  | Miss Côte Basque          | Catherine Feodorove           |        |        |                             | | | |
| 1964  | Miss Aquitaine            | Colette Sainsard              |        |        |                             | | | |
| 1964  | Miss Arcachon             | Josette Venton                |        |        |                             | | | |
| 1965  | Miss Bordeaux             | Josiane Klaasen               | 22 ans |        |                             | | 4e dauphine de Miss France 1966                                                                             | |
| 1966  | Miss Arcachon             | Dominique Varaigne            |        |        |                             | | | |
| 1972  | Miss Roquefort            | Nadine Guerrero               | 17 ans |        |                             | | | |
| 1970  | Miss Agen                 | Anne-Marie Archiapati         |        |        |                             | | | |
| 1970  | Miss Aquitaine            | Christiane Campello           |        |        |                             | | 6e dauphine de Miss France 1971                                                                             | |
| 1970  | Miss Arcachon             | Joëlle Placaud                |        |        |                             | | | |
| 1970  | Miss Armagnac             | Jacqueline Stringher          |        |        |                             | | | Prix de la Distinction à l'élection de Miss France 1971                                                                       |
| 1970  | Miss Bordeaux             | Marie-Hélène Agam             |        |        |                             | | | |
| 1970  | Miss Côte Basque          | Paulette Pemartin             |        |        |                             | | | |
| 1970  | Miss Gascogne             | Thérèse Thiel                 |        |        |                             | | 2e dauphine de Miss France 1971                                                                             | |
| 1971  | Miss Arcachon             | Christine Schmidt             | 16 ans |        |                             | | 2e dauphine de Miss France 1972                                                                             | Participe 2 fois à Miss France (1972 & 1973)                                                                                  |
| 1972  | Miss Arcachon             | Christine Schmidt             | 17 ans |        |                             | | 1re dauphine de Miss France 1973                                                                            | Participe 2 fois à Miss France (1972 & 1973)                                                                                  |
| 1973  | Miss Arcachon             | Brigitte Flayac               |        |        | Arcachon                    | | 5e dauphine de Miss France 1974                                                                             | Représentante de la France à l'élection de Miss Univers 1974.                                                                 |
| 1973  | Miss Lot-et-Garonne       | Martine Calzavara             |        | 1,70 m | Casteljaloux                | | 2e dauphine de Miss France 1974                                                                             | Participe 2 fois à Miss France (1974 & 1975)                                                                                  |
| 1974  | Miss Guyenne et Gascogne  | Martine Calzavara             |        | 1,70 m | Casteljaloux                | | 1re dauphine de Miss France 1975                                                                            | Participe 2 fois à Miss France (1974 & 1975)                                                                                  |
| 1976  | Miss Aquitaine            | Muriel Meyer                  |        |        |                             | | | |
| 1976  | Miss Arcachon             | Véronique Garcia              | -      |        |                             | | | |
| 1976  | Miss Côte d'Argent        | Danièle Heret                 |        |        |                             | | | |
| 1976  | Miss Entre-Deux-Mers      | Francine Marchiado            |        |        |                             | | | |
| 1976  | Miss Gascogne             | Marie-Noëlle Dardit           |        |        |                             | | | |
| 1976  | Miss Landes               | Rose-Marie Domenech           |        |        |                             | | | |
| 1976  | Miss Médoc                | Claudine Duputh               |        |        |                             | | | |
| 1976  | Miss Monbazillac          | Martine Tallet                |        |        |                             | | | |
| 1976  | Miss Bordeaux             | Martine Lajus                 |        |        |                             | | | Participe 3 fois à Miss France (1977, 1978 & 1979)                                                                            |
| 1977  | Miss Grand-Bordeaux       | Martine Lajus                 |        |        |                             | | | Participe 3 fois à Miss France (1977, 1978 & 1979)                                                                            |
| 1977  | Miss Arcachon             | Sophie Chazeau                |        |        |                             | | | |
| 1977  | Miss Médoc                | Chantal Braham                |        |        |                             | | 4e dauphine de Miss France 1978                                                                             | |
| 1977  | Miss Monbazillac-Périgord | Monique Astan                 |        |        | -                           | | | |
| 1977  | Miss Aquitaine            | Isabelle Olivier              |        |        |                             | | | Prix de la Sympathie à l'élection de Miss France 1978                                                                         |
| 1978  | Miss Aquitaine            | Isabelle Olivier              |        |        |                             | | | Participe 2 fois à Miss France (1978 & 1979)                                                                                  |
| 1978  | Miss Grand-Bordeaux       | Martine Lajus                 |        |        |                             | | | Participe 3 fois à Miss France (1977, 1978 & 1979)                                                                            |
| 1978  | Miss Arcachon             | Catherine Mongeois            |        |        |                             | | | Prix du Sourire à l'élection de Miss France 1979                                                                              |
| 1978  | Miss Gascogne             | Patricia Gleyze               |        | -      |                             | | Prix Maurice de Waleffe à l'élection de Miss France 1979                                                    | |
| 1978  | Miss Monbazillac          | Martine Pauliac               |        |        |                             | | | |
| 1978  | Miss Périgord             | Corinne Bernatta              |        |        |                             | | | |
| 1979  | Miss Côte-Sud-des-Landes  | Brigitte Levert               |        |        |                             | | | |
| 1979  | Miss Soulac               | Brigitte Duchemin             |        |        |                             | | | |
| 1982  | Miss Bordeaux             | Frédérique Leroy              | 18 ans |        | Bordeaux                    | | D'abord élue 1re dauphine de Miss France, devient Miss France 1983 après la destitution d'Isabelle Turpault | Représente la France à Miss Univers 1983 et Miss Monde 1983. 1re dauphine de Miss Europe 1984                                 |
| 1983  | Miss Périgord-Agenais     | Corinne Rouby                 | 17 ans |        | Marmande                    | Miss Marmande 1983 | | |
| 1984  | Miss Périgord-Agenais     | Véronique Petit               | 18 ans | 1,70 m |                             | | | |
| 1985  | Miss Aquitaine            | Véronique Marchi              |        |        | Clairac                     | | | |
| 1985  | Miss Gascogne             | Isabelle Monbec               |        |        | Agen                        | | | |
| 1985  | Miss Périgord             | Sandrine Puybonnieux          |        |        |                             | | | |
| 1986  | Miss Aquitaine            | Nathalie Eyogo                |        |        | Mongauzy                    | | Figure parmi les demi-finalistes à l'élection de Miss France 1987                                           | |
| 1986  | Miss Médoc                | Valérie Bourguignon           |        |        |                             | | | |
| 1986  | Miss Périgord             | Marie-Hélène Hallez           |        |        |                             | | | |
| 1987  | Miss Aquitaine            | Myriam Saint-Espès            | 18 ans | 1,68 m | Marmande                    | | | |
| 1987  | Miss Médoc                | Christelle Bastard            |        |        |                             | | | |
| 1987  | Miss Périgord             | Catherine Yzerd               |        |        |                             | | | |
| 1988  | Miss Aquitaine            | Peggy Zlotkowski              | 16 ans | 1,70 m | Monflanquin                 | | Miss France 1989                                                                                            | Représentante de la France à Miss Monde 1989                                                                                  |
| 1988  | Miss Bordeaux             | Sandrine Scherrer             | 18 ans | 1,76 m |                             | | | Ne participe pas à l'élection                                                                                                 |
| 1988  | Miss Côte Basque          | Anne Féron                    | 19 ans | 1,71 m |                             | | | |
| 1989  | Miss Aquitaine            | Gaëlle Voiry                  | 20 ans | 1,72m  | Bordeaux                    | Miss Médoc 1989 | Miss France 1990                                                                                            | Représentante de la France à Miss Monde 1990                                                                                  |
| 1989  | Miss Côte Basque          | Marie de Epalza               | 19 ans | 1,71m  |                             | | | |
| 1989  | Miss Périgord             | Sylvie Tardy                  |        |        | Rouffignac-de-Sigoulès      | | 3e dauphine de Miss France 1990                                                                             | |
| 1990  | Miss Aquitaine            | Emmanuelle Mérinot            | 20 ans | 1,78 m |                             | | Figure parmi les 12 demi-finalistes à l'élection de Miss France 1991                                        | |
| 1990  | Miss Gascogne             | Sylvie Châtel                 |        |        | Villeneuve-sur-Lot          | | | |
| 1990  | Miss Périgord             | Nelly Gauthier                | 19 ans | 1,69 m |                             | | | |
| 1991  | Miss Aquitaine            | Sandrine Ducher               | 21 ans |        |                             | | | |
| 1991  | Miss Côte Basque          | Bénédicte Delmas              | 19 ans | 1,76 m | Bayonne                     | | 2e dauphine de Miss France 1992                                                                             | Représente de la France à Miss International 1992                                                                             |
| 1991  | Miss Périgord             | Laurence Bazin                |        |        |                             | | | |
| 1992  | Miss Aquitaine            | Karine Zava                   |        |        |                             | | | |
| 1992  | Miss Périgord             | Renée-Noëlle Chassagne        |        |        |                             | | Figure parmi les 12 demi-finalistes à l'élection de Miss France 1993                                        | |
| 1993  | Miss Aquitaine            | Valérie Amblard               |        |        |                             | | | |
| 1993  | Miss Périgord             | Marlène Dazenière             |        |        | Coulounieix-Chamiers        | | | |
| 1994  | Miss Aquitaine            | Mélody Vilbert                | 18 ans |        | Bordeaux                    | | Miss France 1995                                                                                            | Représentante de la France à Miss International 1995                                                                          |
| 1994  | Miss Périgord             | Sophie Danos                  | 18 ans |        |                             | | | |
| 1995  | Miss Aquitaine            | Christelle Riou               | 18 ans | 1,75 m | Pessac                      | Miss Médoc 1994 | | Prix Maurice de Waleffe (Culture Générale) à l'élection de Miss France 1996                                                   |
| 1995  | Miss Périgord             | Murielle Chamouleau           | 20 ans |        | Nontron                     | | | |
| 1996  | Miss Aquitaine            | Maylis Ondicola               |        |        | Lugaignac                   | | 4e dauphine de Miss France 1997                                                                             | |
| 1996  | Miss Béarn                | Anne-Sophie Vigno             |        | 1,75 m | Idron                       | | 6e dauphine de Miss France 1997                                                                             | |
| 1996  | Miss Périgord             | Caren Claret                  | 18 ans | 1,74 m |                             | | | |
| 1997  | Miss Aquitaine            | Céline Giusti                 |        |        |                             | | | |
| 1997  | Miss Gascogne             | Corinne Plaza                 | 18 ans | 1,71 m | Soustons                    | | | |
| 1997  | Miss Périgord             | Julie Sambard                 |        |        |                             | | | |
| 1998  | Miss Aquitaine            | Stéphanie Amano               | 18 ans | 1,82 m | Sainte-Marthe               | | | |
| 1998  | Miss Périgord             | Céline Barbaray               | 19 ans | 1,80 m | Ginestet                    | | | |
| 1998  | Miss Côte Basque          | Sandrine Vacchiero            | 20 ans | 1,70 m |                             | | | |
| 1998  | Miss Gascogne             | Sandra Foutel                 |        |        | Labenne                     | | | |
| 1999  | Miss Aquitaine            | Sonia Benlloch                |        |        | Port-Sainte-Marie           | Miss Lot-et-Garonne 1999 | | |
| 1999  | Miss Gascogne             | Julie Vieira                  |        |        | Mont-de-Marsan              | | | |
| 1999  | Miss Périgord             | Stéphanie Lopéra              |        |        | Périgueux                   | | | |
| 2000  | Miss Aquitaine            | Laëtitia Cozza                | 18 ans | 1,79 m | Puch-d'Agenais              | Miss Lot-et-Garonne 2000 | | |
| 2000  | Miss Gascogne             | Gaelle Laplace                | 21 ans | 1,73 m | Capbreton                   | | | |
| 2000  | Miss Périgord             | Aurélie Prével                | 18 ans | 1,70 m | La Force                    | | | |
| 2001  | Miss Aquitaine            | Céline Reiter                 |        |        | Le Passage                  | Miss Lot-et-Garonne 2001 | 5e dauphine de Miss France 2002                                                                             | |
| 2001  | Miss Gascogne             | Laurie Dayres                 |        |        | Mont-de-Marsan              | | | |
| 2001  | Miss Périgord             | Céline Fourestié              | 18 ans | 1,74 m | Saint-Sylvestre-sur-Lot     | | | |
| 2002  | Miss Aquitaine            | Élodie Pleumeckers            |        |        | Bordeaux                    | Miss Côte d'Argent 2002 ; Miss Médoc 2002 | 4e dauphine de Miss France 2003                                                                             | |
| 2002  | Miss Périgord             | Aurore Vlamynck               |        |        | Saint-Mayme-de-Péreyrol     | | | |
| 2003  | Miss Guyenne-Aquitaine    | Nathalie Labbé                | 18 ans | 1,78 m | Marmande                    | Miss Pays du Dropt 2003 | | |
| 2003  | Miss Bigorre-Béarn        | Marianne Laher                | 19 ans | 1,73 m | Tarbes                      | | | |
| 2003  | Miss Périgord             | Jennifer Leloup               | 19 ans | 1,75 m |                             | | | Prix Louis de Fontenay à l'élection de Miss France 2002                                                                       |
| 2004  | Miss Bigorre-Béarn        | Myriam Barre                  | 18 ans | 1,72 m | Tarbes                      | | | |
| 2004  | Miss Périgord             | Sonia Chartier                |        |        |                             | | | |
| 2005  | Miss Gascogne             | Jessica Scié                  | 21 ans | 1,73 m | Sainte-Colombe-en-Bruilhois | | | |
| 2005  | Miss Périgord             | Murielle Castaing             | 19 ans | 1,72 m | Sigoulès                    | | | |
| 2005  | Miss Aquitaine            | Audrey Castet                 | 18 ans | 1,82 m | Belin-Béliet                | | | Elle est destituée en janvier 2006 après avoir participé à l’élection de Miss France 2006 et est remplacée par Karine Pontet. |
| 2006  | Miss Aquitaine            | Lyse Ruchat                   | 20 ans | 1,73 m | Villenave-d'Ornon           | Miss Médoc 2006 | 4e dauphine de Miss France 2007                                                                             | |
| 2007  | Miss Aquitaine            | Caroline Martin               | 20 ans | 1,72 m | Pau                         | 2e dauphine de Miss Gascogne 2005 | | |
| 2008  | Miss Aquitaine            | Anna Nieto                    | 20 ans | 1,76 m | Sarlat-la-Canéda            | Miss Périgord 2008 | | |
| 2009  | Miss Aquitaine            | Aurélie Zengerlin             | 21 ans | 1,77 m | Douzillac                   | Miss Périgord 2009 | | |
| 2009  | Miss Béarn-Gascogne       | Marine Bories                 | 20 ans | 1,72 m | Léon                        | Miss Landes 2009 | | |
| 2010  | Miss Aquitaine            | Clémence Thill                | 20 ans | 1,74 m | Agen                        | Miss Pays Agenais 2010 | | |
| 2011  | Miss Aquitaine            | Claire Zengerlin              | 20 ans | 1,74 m | Douzillac                   | Miss Mussidan 2010 ; Miss Dordogne-Vézère 2011 | | C'est la sœur d'Aurélie élue en 2009                                                                                          |
| 2012  | Miss Aquitaine            | Amélie Rigodanzo              | 20 ans | 1,77 m | Seyches                     | Miss Lot-et-Garonne 2012 | | |
| 2013  | Miss Aquitaine            | Camille Gafa                  | 22 ans | 1,77 m | Bordeaux                    | 2e dauphine de Miss Bordeaux 2009 ; Miss Gironde 2011; Miss Bordeaux 2013 | | |
| 2014  | Miss Aquitaine            | Malaurie Eugénie              | 20 ans | 1,76 m | Biganos                     | Miss Biganos 2012 ; 1re dauphine de Miss Bassin d'Arcachon 2012 ; Miss Bassin d'Arcachon 2013 ; 3e dauphine de Miss Aquitaine 2013 ; 1re dauphine de Miss Médoc 2014               | 3e dauphine de Miss France 2015                                                                             | |
| 2015  | Miss Aquitaine            | Gennifer Demey                | 22 ans | 1,71 m | Lormont                     | Miss Médoc 2015 | 5e dauphine de Miss France 2016                                                                             | Devient présentatrice de météo sur M6.                                                                                        |
| 2016  | Miss Aquitaine            | Axelle Bonnemaison            | 19 ans | 1,76 m | Castelculier                | 1re dauphine de Miss Lot-et-Garonne 2015 ; 4e dauphine de Miss Aquitaine 2015 ; Miss Lot-et-Garonne 2016                                                                           | Figure parmi les 12 demi-finalistes à l'élection de Miss France 2017 et termine 11e                         | |
| 2017  | Miss Aquitaine            | Cassandra Jullia              | 18 ans | 1,72 m | Orthevielle                 | Miss Landes-Béarn 2017 | 5e dauphine de Miss France 2018                                                                             | |
| 2018  | Miss Aquitaine            | Carla Bonesso                 | 20 ans | 1,76 m | Dax                         | Miss Landes 2018 | Figure parmi les 12 demi-finalistes à l'élection de Miss France 2019 et termine 11e                         | |
| 2019  | Miss Aquitaine            | Justine Delmas                | 21 ans | 1,78 m | Saint-Sauveur               | Miss 15/17 Aquitaine 2013 ; 1ère dauphine Miss 15/17 National 2014 ; Miss Périgord 2016 ; 2e dauphine de Miss Aquitaine 2016 ; 2e dauphine de Miss Bordeaux 2018 ; Miss Médoc 2019 | Figure parmi les 15 demi-finalistes à l'élection de Miss France 2020 et termine 14e                         | |
| 2020  | Miss Aquitaine            | Leïla Veslard                 | 18 ans | 1,74 m | Saint-Mesmin                | Miss Périgord 2020 | Figure parmi les 15 demi-finalistes à l'élection de Miss France 2021 et termine 11e                         | |
| 2021  | Miss Aquitaine            | Ambre Andrieu                 | 22 ans | 1,78 m | Bordeaux                    | 1re dauphine de Miss Tarn 2017 ; 1re dauphine de Miss Haute-Garonne 2018 ; Miss Bordeaux 2021                                                                                      | 5e dauphine de Miss France 2022                                                                             | |
| 2022  | Miss Aquitaine            | Orianne Galvez-Soto           | 23 ans | 1,75 m | Lembras                     | Miss 15/17 Aquitaine 2014 ; 2e dauphine de Miss 15/17 National 2015 ; Miss Périgord 2017 ; 1re dauphine de Miss Aquitaine 2020 ; Miss Bordeaux 2022                                | Figure parmi les 15 demi-finalistes à l'élection de Miss France 2023 et termine 15e                         | |
| 2023  | Miss Aquitaine            | Lola Turpin                   | 19 ans | 1,73 m | Trélissac                   | Miss Périgord 2023 | | Prix de l’Éloquence à l’élection de Miss France 2024 Elle est la fille de Miss Berry 2001, Virginie Leglaive                  |
| 2024  | Miss Aquitaine            | Laura-Marie Marque-Brugerolle | 25 ans | 1,77 m | Arcachon                    | Miss Biganos-Porte du Bassin 2024 | 6e dauphine de Miss France 2025                                                                             | |

### Galerie

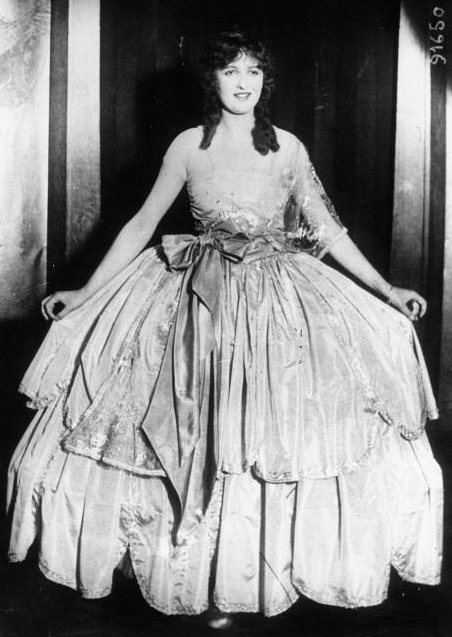
Agnès Souret, 1re Miss France de l'Histoire, appelée alors La plus belle femme de France.
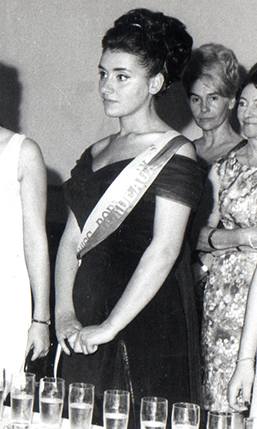
Josiane Klaasen, Miss Bordeaux 1965 et 4e dauphine de Miss France 1966.

## Palmarès par département depuis 2010
- Gironde : 2013, 2014, 2015, 2021, 2024 (5)

- Dordogne : 2011, 2019, 2020, 2022, 2023  (5)

- Lot-et-Garonne : 2010, 2012, 2016 (3)
- Landes : 2017, 2018 (2)
- Pyrénées-Atlantiques : (0)

## Palmarès à l’élection Miss France depuis 2000
- Miss France :
- 1re dauphine :
- 2e dauphine :
- 3e dauphine : 2015
- 4e dauphine : 2003, 2007
- 5e dauphine : 2002, 2016, 2018, 2022
- 6e dauphine : 2025
- Top 12 puis 15 : 2017, 2019, 2020, 2021, 2023
- Classement des régions pour les 10 dernières élections (Miss France 2015 à 2024) : 8e sur 30[Note 1].

## A retenir
- Meilleur classement de ces 10 dernières années : Gennifer Demey, Cassandra Julia et Ambre Andrieu, 5e dauphine de Miss France 2016, Miss France 2018 et Miss France 2022.
- Dernier classement réalisé : Laura Marque, 6e dauphine de Miss France 2025.
- Dernière Miss France : Mélody Vilbert, élue Miss France 1995.